# Micromus remiformis
Micromus remiformis är en insektsart som beskrevs av Oswald 1987. Micromus remiformis ingår i släktet Micromus och familjen florsländor. Inga underarter finns listade i Catalogue of Life.